# Geimmul Gwalli-Wiwonhoe
Geimmul Gwalli-Wiwonhoe (koreanska: 게임물관리위원회, "administrationsutskottet för spel"; engelska: Game Rating and Administration Committee, GRAC) är en organisation i Sydkorea som sätter åldersrekommendationer på dator- och TV-spel, grundad 2013. Den ersatte den tidigare Geimmul Deung-Geub-Wiwonhoe (koreanska: 게임물등급위원회, engelska: Game Rating Board, GRB) från 2005.
Styrelsemedlemmarna utses av ministern för kultur, sport och turism på basen av rekommendation.

## Historik
Organisationen grundades i oktober 2005, inför en lag på området som stiftades i april 2006 stiftades. I april 2011 ändrades lagen och i november infördes ett nytt oberoende klassificeringssystem i samarbete med branschorganisationer. I maj 2013 ändrades lagen på nytt och i december övergavs GRB och den nya organisationen GRAC började sin verksamhet. I juni 2014 delegerades klassificeringen till en skild nämnd.

## Åldersgränser

### All
Ingen åldersgräns.

### 12
Spelet rekommenderas för personer över 12 år.  

### 15
Spelet rekommenderas för personer över 15 år.  

### 19
Spelet rekommenderas för personer över 19 år.